# Erling Haaland
Erling Braut Haaland (nascido Håland; pronúncia IPA: [ˈhôːlɑn]; Leeds, 21 de julho de 2000) é um futebolista norueguês nascido no Reino Unido que atua como centroavante. Joga pelo Manchester City e pela Seleção Norueguesa. Considerado um dos melhores atacantes do futebol mundial, no ano de 2020 ganhou o prêmio Golden Boy, dado ao melhor jogador com idade abaixo de 21 anos atuando na Europa.
Haaland começou a carreira em 2016 no clube de sua cidade, o Bryne. No ano seguinte transferiu-se para o Molde, onde ficou por duas temporadas, até assinar com o time do Red Bull Salzburg em janeiro de 2019. Em Salzburgo, o atacante conquistou dois títulos do Campeonato Austríaco e duas Copas da Áustria. Com a camisa do Salzburg, tornou-se o primeiro jogador jovem (21 anos ou menos) a marcar pelo menos um gol em cinco jogos consecutivos na Liga dos Campeões da UEFA, durante a temporada 2019–20. No meio dessa temporada, ele foi contratado pelo Borussia Dortmund por um valor estimado em 20 milhões de euros e continuou com seu sucesso de gols pela Liga dos Campeões, tornando-se o jogador mais jovem a marcar dez gols pela competição.
Durante a Copa do Mundo FIFA Sub-20 de 2019, realizada em maio, Haaland foi o artilheiro, ganhando a Chuteira de Ouro e marcando um recorde de nove gols em uma única partida. Na ocasião, a Noruega goleou Honduras pelo elástico placar de 12 a 0. Com os nove gols marcados, Haaland quebrou o recorde de gols em um único jogo de Copas do Mundo FIFA entre todas as categorias. Mantendo o bom desempenho no RB Salzburg, o centroavante estreou pela Seleção Norueguesa principal no dia 5 setembro.
Pelo Manchester City na temporada 2022–23, Haaland tornou-se o maior artilheiro de uma edição da Premier League com 36 gols em 35 jogos, superando as marcas de Andy Cole (1993–94, pelo Newcastle) e Alan Shearer (1994–95, pelo Blackburn), ambos com 34 gols.

## Biografia
Erling nasceu em 21 de julho de 2000 na cidade de Leeds, na Inglaterra, quando seu pai, Alf-Inge Håland, jogava pelo Leeds United, que na época estava na Premier League.
Em 2004, aos três anos, mudou-se para a cidade de Bryne, localizada na Noruega. Além de jogar futebol, Haaland praticava vários outros esportes quando criança, incluindo handebol, golfe e atletismo. Em 2006, aos cinco anos de idade, conquistou o recorde mundial de salto em comprimento em pé, com uma distância registrada saltada de 1,63 metros. Sua mãe, Gry Marita Braut, foi campeã nacional de heptatlo na Noruega.

## Carreira

### Bryne
Filho do ex-volante e lateral-direito Alf-Inge Håland, que disputou a Copa do Mundo de 1994 e ficou famoso por sua rivalidade com o irlandês Roy Keane nos anos 90 e 2000, Erling começou a carreira no modesto Bryne, da Noruega, onde seu pai também estreou profissionalmente. Depois de marcar incríveis 18 gols em 14 partidas pela equipe B, o atacante foi promovido ao elenco principal com apenas 15 anos de idade. Assim, realizou sua estreia como profissional no dia 12 de maio de 2016, contra o Ranheim, em jogo válido pela Segunda Divisão Norueguesa.
Haaland chegou a negociar com o alemão Hoffenheim, mas continuou no Bryne durante o restante da temporada e atuou em 16 partidas, sem marcar gols ou assistências. A temporada ruim fez com que o time fosse rebaixado na Segunda Divisão Norueguesa.

### Molde

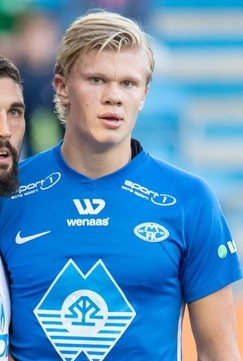
Haaland, atuando pelo Molde, em 2018

No dia 1 de fevereiro de 2017, foi contratado pelo Molde, da Eliteserien. Porém, sua estreia foi dois meses depois, no dia 26 de abril, numa partida válida pela Copa da Noruega. O primeiro jogo do atacante no Campeonato Norueguês também foi tardio: em junho, contra o Sarpsborg. 
No dia 1 de julho de 2018, Haaland marcou quatro gols contra Brann nos primeiros 21 minutos do jogo, garantindo à sua equipe uma vitória fora de casa por 4–0 sobre os líderes invictos da época. O hat-trick foi marcado em 11 minutos e dois segundos, e todos os quatro gols em 17 minutos e 4 segundos. Neste dia, um olheiro do Manchester United acompanhava o jogo. Ole Gunnar Solskjær, então técnico do Molde, afirmou que o estilo de jogo do jovem atacante lembrava o de Romelu Lukaku e também falou que várias propostas foram rejeitadas pela equipe.
No jogo seguinte, no dia 8 de julho, Haaland teve outra boa atuação marcando dois gols e dando uma assistência na goleada por 5 a 1 sobre o Vålerenga Fotball. Já no dia 26 de julho, em jogo válido pela Liga Europa da UEFA, o centroavante marcou na vitória por 3 a 0 contra o modesto Laçi, da Albânia. Por suas performances no Eliteserien 2018, Haaland recebeu o prêmio Eliteserien Breakthrough of the Year. Ele terminou a temporada de 2018 como artilheiro do Molde, com 16 gols em 30 partidas em todas as competições. No total, disputou 50 partidas e marcou 20 gols pelo clube dinamarquês.
Em 2023, quando o atacante já estava consolidado como craque mundial, o treinador Ole Gunnar Solskjær revelou ter ficado chateado com a diretoria do Manchester United por não ter dado ouvidos a ele. Em 2018, o treinador do Molde pediu para que os Diabos Vermelhos contratassem o norueguês, mas o pedido não foi atendido:
| “                                                                                         | Eu entrei em contato com o United, porque nós (do Molde) tínhamos esse atacante talentoso e achávamos que o United tinha que tê-lo. Infelizmente, eles não quiseram me ouvir. Eu pedi apenas 4 milhões (de libras), mas eles não o contrataram. 4 milhões! Nem me pergunte onde ele está agora. Ele é bom demais. | ” |
| — Ole Gunnar Solskjær, sobre a não contratação de Erling Haaland para o Manchester United | |   |

Ainda no Molde, o norueguês também foi recusado por outra grande equipe europeia. Na época, o olheiro do Barcelona recomendou o jogador ao clube catalão, mas Haaland foi recusado por não per o "perfil" da equipe. Na mesma época, o clube contratou o centroavante Kevin-Prince Boateng.
| “                                              | Estudei vários nomes e lembro de ter feito muitas recomendações. Uma delas foi o Haaland, que agora está no Borussia Dortmund. Na altura ainda estava no Molde e disseram que não tinha perfil para o Barcelona. | ” |
| — Ariedo Braida, olheiro do Barcelona na época | |   |

### Red Bull Salzburg

#### 2018–19

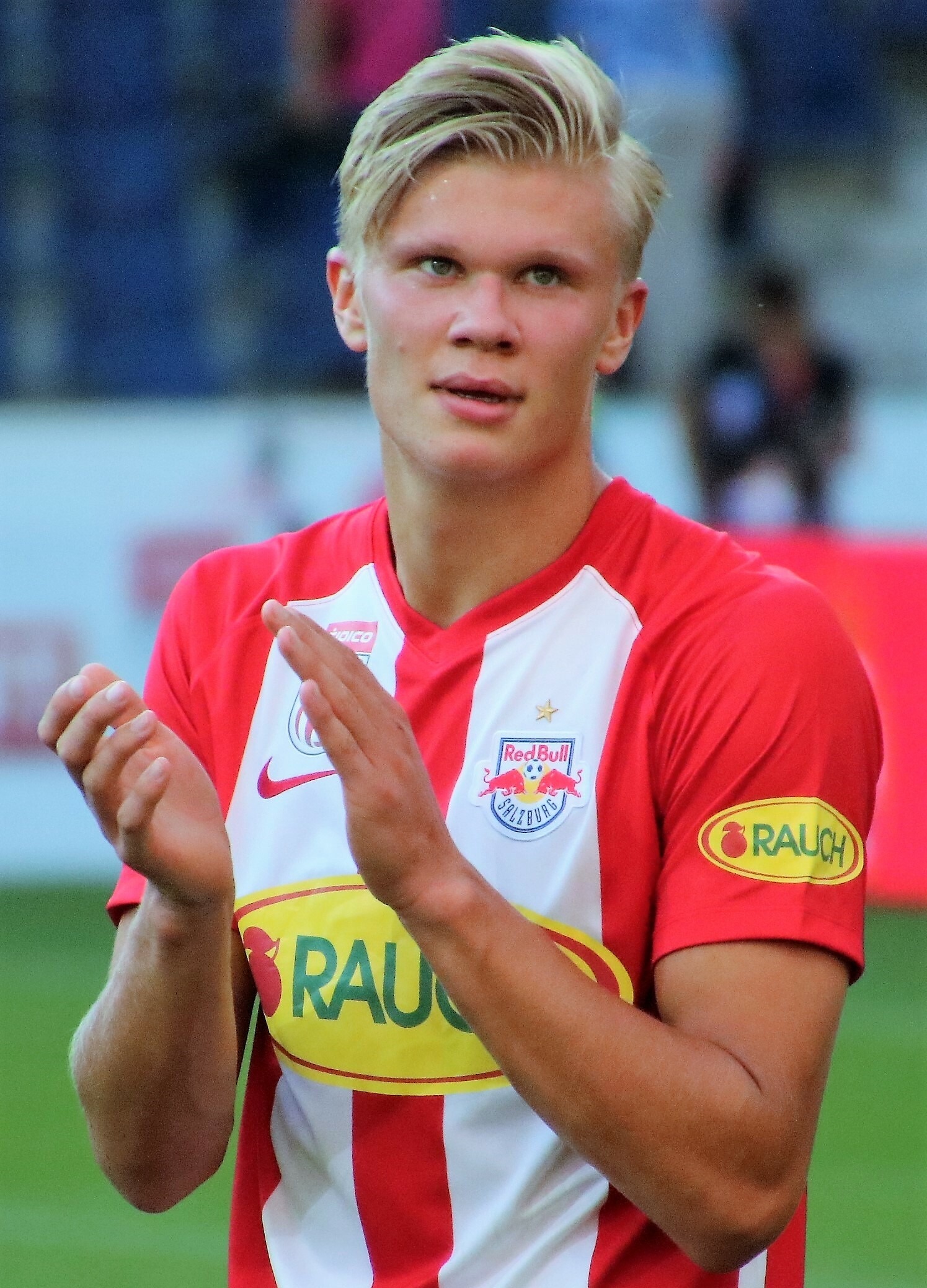
Haaland, pelo Red Bull Salzburg, em 2019

O Red Bull Salzburg anunciou a contratação de Haaland no dia 18 de agosto de 2018, mas ele só foi integrado ao elenco principal no dia 1 janeiro de 2019. O atacante assinou por cinco anos com o clube austríaco.
O jogador estreou com a equipe, pela Liga, no dia 24 de fevereiro, contra o Rapid Viena pela 19ª rodada da Bundesliga local. Ele jogou por 13 minutos e sua equipe foi derrotada por 2 a 1. Haaland entrou no segundo tempo, substituindo o japonês Takumi Minamino.
Seu primeiro gol com a equipe ocorreu em sua segunda, e última, partida com o Salzburg na Bundesliga. Após ficar de fora de vários jogos, Haaland voltou a entrar em campo na 30ª rodada, agora de titular, e marcou um gol na vitória por 2 a 1 contra o LASK. Ao final da temporada, o clube de Erling sagrou-se campeão da Bundesliga com nove pontos de vantagem para o LASK, segundo colocado.
A estreia do atacante ocorreu no dia 17 de fevereiro, pela Copa da Áustria. Haaland fizera dois jogos, mas passou em branco na competição que terminou com o título de sua equipe. Eles derrotaram o Rapid Viena na final por 2 a 0, mas sem o jovem norueguês em campo.
Disputando a Liga Europa da UEFA, Haaland fizera apenas um jogo: contra o Napoli pela partida de volta das oitavas de final. No primeiro jogo, na Itália, o seu clube havia perdido por um placar de 3 a 0. No jogo da volta, o time austríaco até conseguiu marcar três gols, mas o polonês Arkadiusz Milik marcou para o Napoli e garantiu sua equipe na próxima fase pelo placar agregado de 4 a 3. Haaland jogou por apenas quatro minutos nessa partida.

#### 2019–20

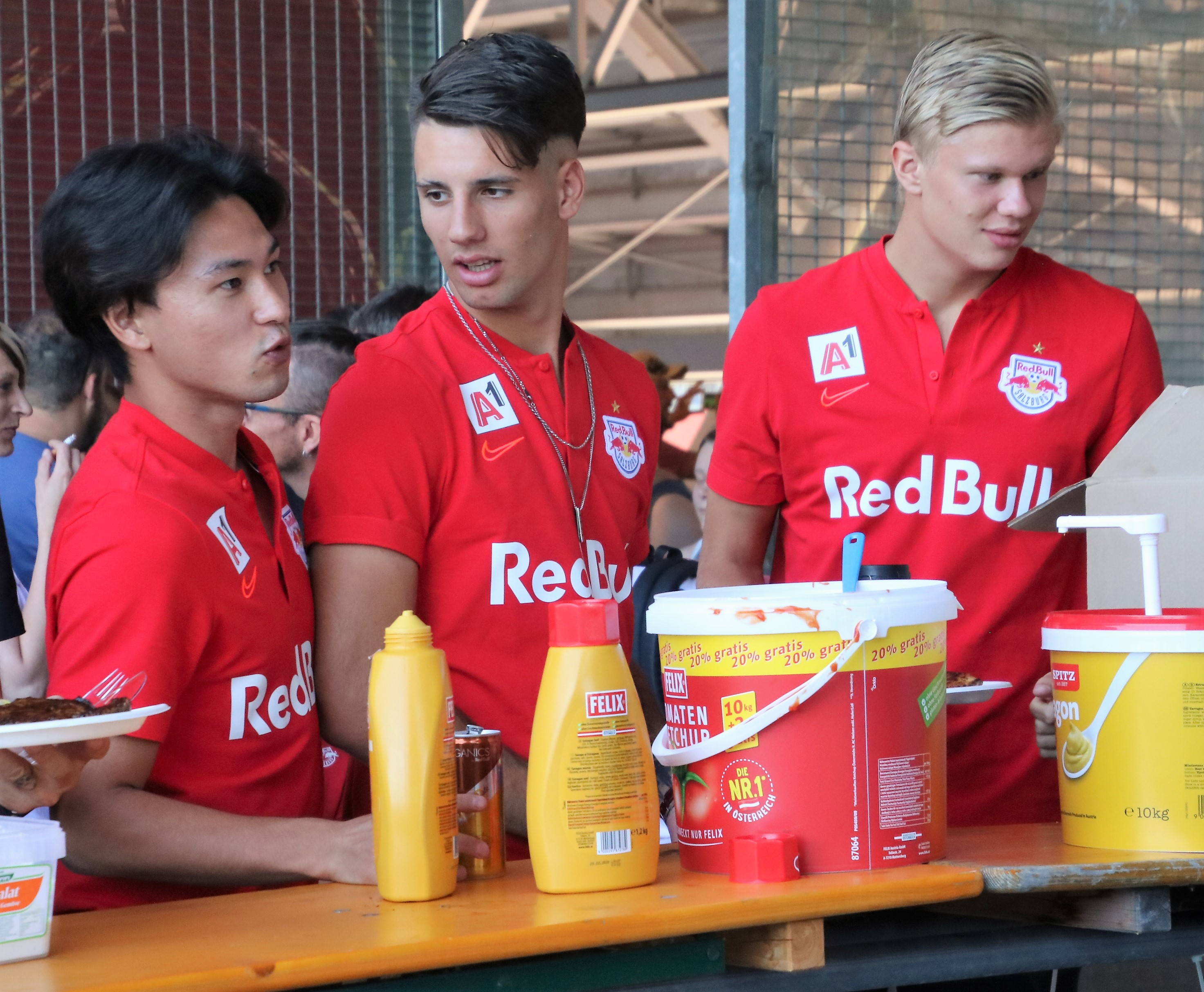
Haaland, Takumi Minamino e Dominik Szoboszlai jogaram juntos pelo Salzburg, mas depois se tornaram rivais por clubes da Premier League

Haaland estreou na temporada participando de dois gols nas duas primeiras partidas de Bundesliga. O centroavante continuou impressionando e fez um hat-trick no dia 10 de agosto, na vitória por 5 a 2 contra o Wolfsberger, pela 3ª rodada do Campeonato Austríaco. O Cometa continuou contribuindo com gols em todas as partidas até que marcou seu terceiro hat-trick pelo Red Bull Salzburg no dia 14 de setembro, em uma goleada por 7 a 2 sobre o TSV Hartberg.
A sensação norueguesa continuou a marcar gols, repetindo o hat-trick com o Wolfsberger na 14ª rodada. Seu último gol, pela Bundesliga, foi no dia 7 de dezembro de 2019, quando marcou o segundo gol na goleada por 5 a 1 contra o WSG Tirol. Apesar de ter feito 16 gols em 14 jogos, o craque não foi o artilheiro daquela edição de Bundesliga, pois o israelense Shon Weissman conseguiu ultrapassá-lo marcando 30 gols.
Na competição, a equipe de Salzburgo conseguiu sagrar-se vencedora. Haaland é considerado campeão, ainda que o norueguês não estivesse mais em campo pela equipe.
No dia 19 de julho, em uma goleada por 7 a 1 contra o SC-ESV Parndorf, válida pela primeira partida da Copa da Áustria, Haaland marcou o primeiro hat-trick dele pela equipe austríaca. Erling fizera apenas mais um jogo, nas quartas de final, marcando um gol contra o ASK Ebreichsdorf na goleada por 5 a 0.
Ao final desta competição, Haaland foi considerado campeão, ainda que já tivesse saído da equipe, pois sua equipe venceu o Austria Lustenau por 5 a 0 na final.

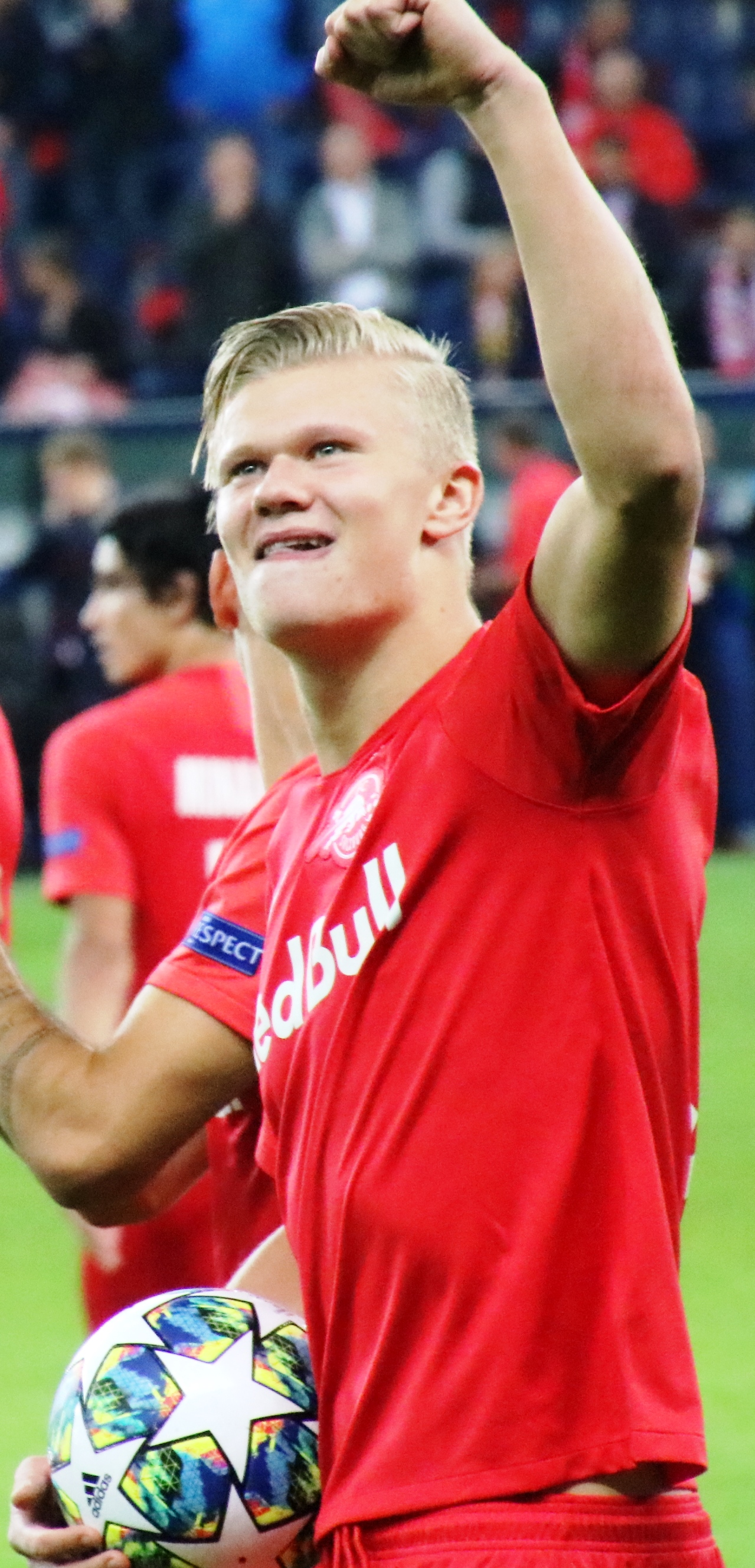
Haaland, com a bola do jogo após marcar um hat-trick contra o Genk

Sua impressionante evolução, de uma temporada para outra, causou um fascínio pelos seus companheiros de equipe na época. O goleiro brasileiro Carlos Coronel, que na época defendia as cores do Salzburg, comentou sobre o crescimento do jogador como profissional durante a temporada 2019-20:
| “                                             | No começo, ele tinha dificuldade de cabecear a bola. A gente via um cara tão alto (1,94m) que não conseguia e ficávamos meio assim. Ele tinha muita força na finalização, mas não tinha tanta direção. Em um ano, a gente já não estava mais o reconhecendo. Estava completamente diferente: fazia gols de cabeça, de direita, de esquerda... Surpreendeu todo mundo em um período muito curto, teve uma evolução gigantesca. | ” |
| — Carlos Coronel, sobre a evolução do jogador | |   |

Três dias depois de marcar três gols pela Copa da Áustria, ele conseguiu mais um na sua estreia na Liga dos Campeões da UEFA, contra o Genk, em uma vitória por 6 a 2. Feliz, o craque norueguês comentou sobre o feito após o apito final:
| “ | Foi muito bom. A primeira parte foi excelente, a segunda parte também, como continuámos, como procurámos sempre jogar para a frente. Foi uma noite muito legal. Estivemos muito concentrados hoje e conseguimos absolutamente o nosso bom desempenho. Geralmente não marco tantos gols, por isso foi bom tê-lo feito no primeiro jogo. | ” |

Haaland tornou-se o segundo mais jovem na história da Liga dos Campeões da UEFA a marcar em cada uma de suas três primeiras participações na competição (depois de Karim Benzema) com um gol contra o Liverpool e dois contra o Napoli. Dessa forma, ele também se tornou o primeiro jogador a marcar seis gols em seus três primeiros jogos na Liga dos Campeões. 

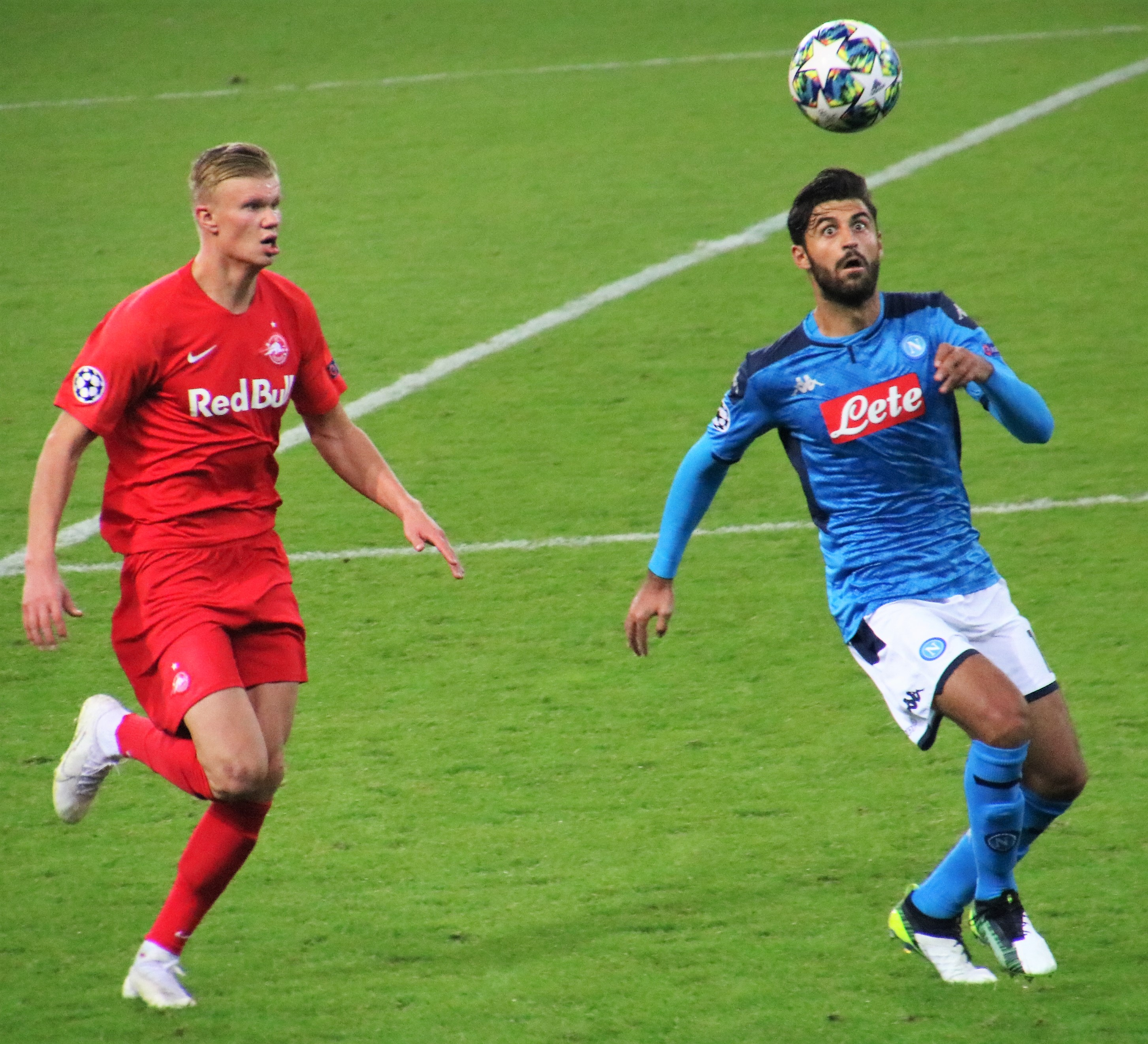
Haaland, em campo pela Liga dos Campeões, contra o Napoli, em 2019

Mais tarde, após balançar as redes novamente contra o Napoli, tornou-se o jogador mais jovem a marcar em quatro jogos consecutivos e o quarto jogador a conseguir esse feito, seguindo Alessandro Del Piero e Diego Costa. O atacante voltou a marcar no dia 27 de novembro, contra o Genk, balançando as redes em cinco partidas consecutivas da Champions e igualando um recorde de Alessandro Del Piero, Serhiy Rebrov, Neymar, Cristiano Ronaldo e Robert Lewandowski.
Apesar da grande temporada individual de Haaland, a equipe conseguiu ficar apenas em 3º lugar no grupo e não classificou-se às oitavas de final. No entanto, conseguiram a vaga para os 16 avos de final da Liga Europa da UEFA.
Somando todas as competições disputadas, Haaland marcou 28 vezes e deu sete assistências em apenas 22 jogos pelo Salzburg na temporada 2019–20. Além disso, brilhou na Liga dos Campeões com oito gols em seis partidas.
Após brilhar pelo Red Bull Salzburg, que já havia revelado outro craque mundial anos antes (Sadio Mané), especulou-se muito sobre para onde iria o jovem atacante. Times da Alemanha, Itália e Inglaterra buscavam a contratação dele. Na época, Frank Lampard, que treinava o Chelsea, conversou com a diretoria sobre a contratação do jogador. Porém, o treinador interino comentara que o ídolo Didier Drogba foi crucial para que Erling não fosse contratado, pois "A gestão do clube na época desejava um atacante com perfil semelhante ao do ex-companheiro de Lampard".
O jogador foi cobiçado por grandes equipes europeias, como Manchester United e Barcelona, mas a joia norueguesa optou por rumar à Bundesliga da Alemanha por um valor não revelado.

### Borussia Dortmund

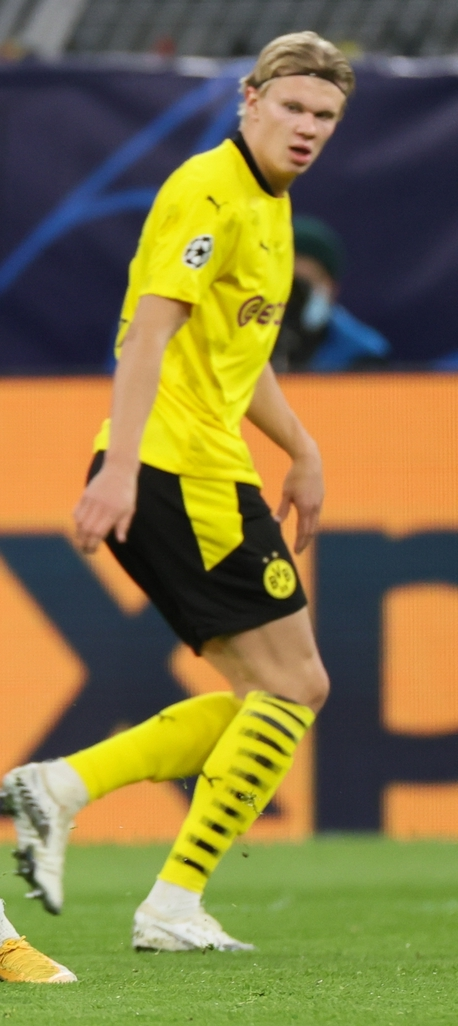
Haaland, atuando pelo Borussia Dortmund, em 2020

Foi anunciado como novo reforço do Borussia Dortmund no dia 29 de dezembro de 2019, assinando um contrato válido até 2024.
Haaland estreou no dia 18 de janeiro de 2020, contra o Augsburg, pela Bundesliga, entrando no segundo tempo e marcando um hat-trick em apenas vinte minutos na vitória por 5 a 3. Na rodada seguinte, no dia 24 de janeiro, Haaland entrou na segunda etapa novamente e marcou mais dois gols na goleada por 5 a 1 contra o Colônia. Na sua terceira partida pelo Borussia Dortmund, a primeira como titular, confirmou de vez a grande fase ao marcar dois gols na vitória por 5 a 0 diante do Union Berlin. Com isso, ele foi o primeiro jogador na história da Bundesliga a marcar sete gols nas três primeiras atuações.
No dia 18 de fevereiro, o centroavante foi titular e disputou seu primeiro jogo pela Liga dos Campeões com a camisa do Dortmund, marcando dois gols contra o Paris Saint-Germain, no Signal Iduna Park, pela partida de ida das oitavas de final. Tornou-se assim, com dez gols, um dos artilheiros da competição ao lado de Robert Lewandowski.
Haaland chegou aos 100 gols como profissional no dia 7 de março de 2021. Na ocasião, o norueguês balançou as redes duas vezes, mas não conseguiu impedir a derrota por 4 a 2 para o Bayern de Munique, pela Bundesliga. Já na final da Copa da Alemanha, contra o RB Leipzig, o atacante teve boa atuação e conquistou o título marcando dois gols na vitória por 4 a 1. Ao final da temporada, Haaland foi eleito o melhor jogador da Bundesliga de 2020–21.
Aos 20 anos, o jovem centroavante foi o artilheiro da Liga dos Campeões de 2020–21, com 10 gols em oito jogos. Isso fez dele o artilheiro mais novo da história da competição.
Haaland deixou o time aurinegro com o incrível retrospecto de 86 gols marcados em 88 partidas.

### Manchester City

#### 2022
Em 10 de maio de 2022, foi anunciada a sua venda ao Manchester City. Ele assinou um contrato até 2027 com o time de Josep Guardiola.
| “                                         | Este é um dia de orgulho para mim e minha família. Sempre adorei assistir ao City, principalmente nas últimas temporadas. Você não pode deixar de admirar o estilo de jogo deles, é emocionante e eles criam muitas chances, o que é perfeito para um jogador como eu. | ” |
| — Erling Haaland, ao site oficial do City | |   |

Estreou no dia 23 de julho, contra o Bayern de Munique, num amistoso realizado no Lambeau Field, em Green Bay. O atacante marcou o único gol da partida e o City venceu por 1 a 0.

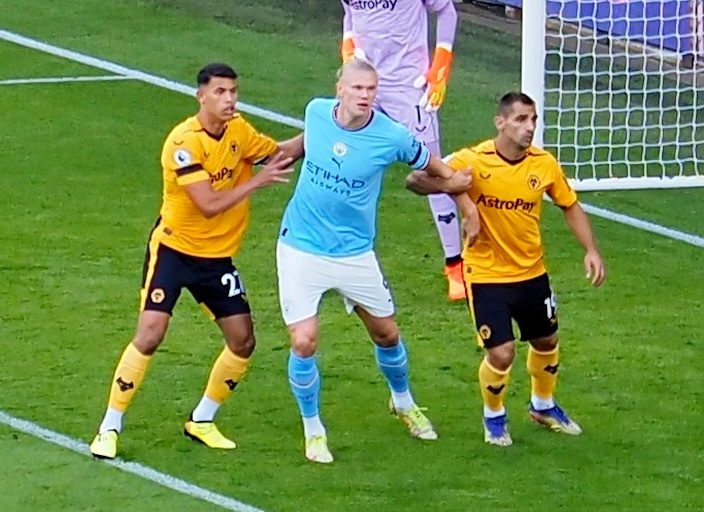
Haaland (centro), atuando pelo Manchester City, em 2022

Sua estreia oficial foi no dia 8 de agosto, na vitória por 2 a 0 contra o West Ham, fora de casa. O atacante norueguês teve boa atuação e marcou os dois gols da partida, juntando-se assim a Sergio Agüero como os únicos jogadores a marcar duas vezes na estreia da Premier League pelos Citizens. Voltou a brilhar no dia 27 de agosto, na vitória por 4 a 2 contra o Crystal Palace, onde marcou o seu primeiro hat-trick pelo Manchester City. O atacante manteve o grande momento e anotou mais um hat-trick no jogo seguinte, no dia 31 de agosto, na goleada por 6 a 0 contra o Nottingham Forest, onde marcou três gols no primeiro tempo da partida. Com os tentos marcados, Haaland se isolou na artilharia da Premier League, chegando aos nove gols em cinco partidas.
O centroavante norueguês foi destaque no dia 6 de setembro, em sua estreia pelo Manchester City na Liga dos Campeões da UEFA. Com os dois gols marcados na goleada por 4 a 0 sobre o Sevilla, Haaland atingiu um novo recorde da competição europeia: chegou aos 25 gols marcados em 20 partidas na Champions League, tornando-se o jogador mais jovem (22 anos e 47 dias) a chegar aos 25 gols no torneio, superando o francês Kylian Mbappé. Haaland voltou a marcar no jogo seguinte, também pela Liga dos Campeões, na vitória por 2 a 1 contra o Borussia Dortmund. Em respeito ao ex-clube, o atacante não comemorou o gol.
Teve grande atuação no dia 2 de outubro, no Etihad Stadium, ao marcar um hat-trick no derby contra o Manchester United. O City, que goleou por 6 a 3, também contou com um hat trick de Phil Foden. Com os três gols marcados, Haaland chegou aos 14 na Premier League e ficou ainda mais isolado na artilharia da competição.
Com 46 gols marcados em 2022, o atacante terminou o ano como segundo maior artilheiro do futebol mundial, atrás somente de Kylian Mbappé, que marcou 56 vezes.

#### 2023

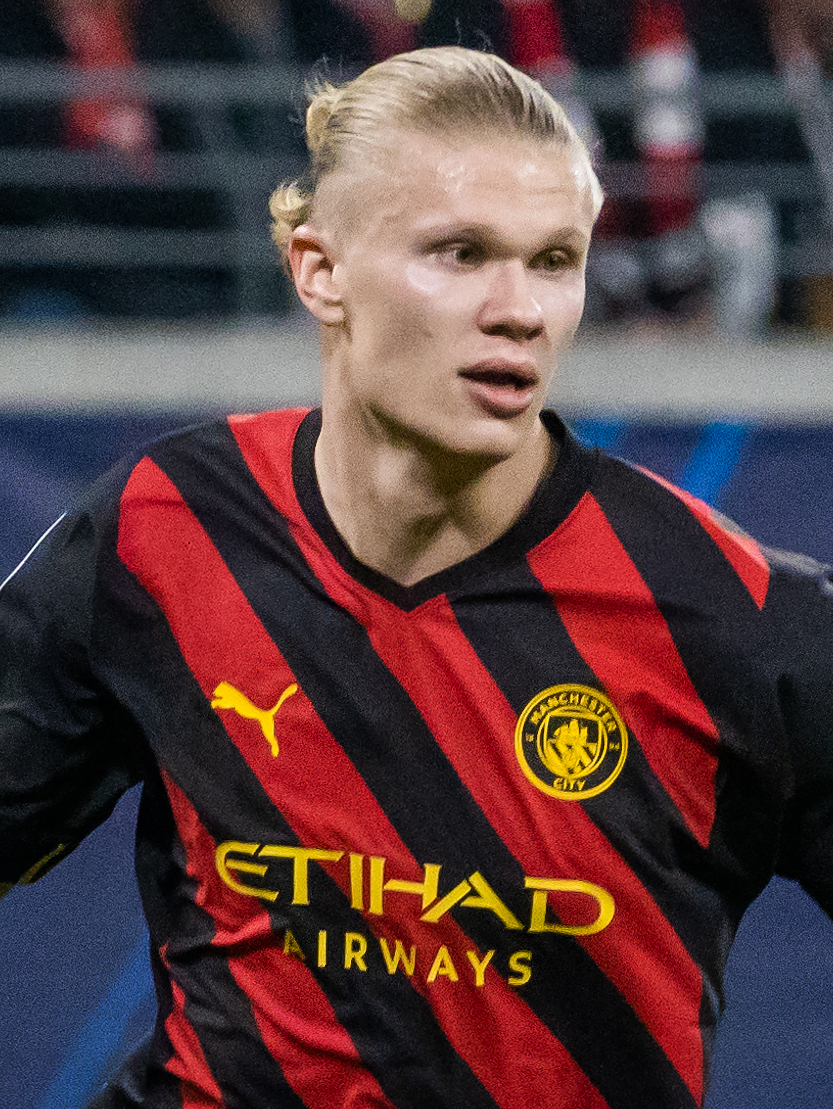
Haaland, atuando pelo Manchester City, em fevereiro de 2023

Em 14 de janeiro de 2023, Haaland foi um dos anunciados pela FIFA como concorrente ao prêmio de melhor jogador do mundo, o The Best 2022. O atacante marcou seu primeiro hat-trick do ano no dia 22 de janeiro, na vitória por 3 a 0 contra o Wolverhampton, válida pela 21ª rodada da Premier League.
Teve sua melhor atuação com a camisa do City no dia 14 de março, quando marcou cinco gols na goleada por 7 a 0 contra o RB Leipzig, no Etihad Stadium, em jogo válido pelas oitavas de final da Liga dos Campeões da UEFA. Haaland marcou um hat-trick ainda no primeiro tempo e balançou a rede mais duas vezes após o intervalo. Com os cinco gols marcados, o centroavante tornou-se o terceiro jogador a anotar cinco gols em uma mesma partida de Champions, ao lado de Lionel Messi e Luiz Adriano. O norueguês voltou a brilhar na partida seguinte, no dia 18 de março, marcando mais um hat-trick na goleada por 6 a 0 contra o Burnley, decretando a classificação do Manchester City rumo à semifinal da Copa da Inglaterra. No dia 19 de abril, no jogo de volta das quartas de final da Champions, Haaland chegou a perder um pênalti contra o Bayern de Munique, mas balançou as redes no segundo tempo, após uma falha do zagueiro Dayot Upamecano. As equipes empataram em 1 a 1 e o City avançou por conta do resultado no jogo de ida (vitória por 3 a 0 no Etihad Stadium).
No dia 3 de maio, o atacante quebrou um recorde na Premier League: ao marcar na vitória por 3 a 0 sobre o West Ham, Haaland chegou aos 35 gols na competição, um recorde da era moderna do Campeonato Inglês. O jogador superou Andy Cole e Alan Shearer, que haviam marcado 34 gols nas temporadas 1993–94 e 1994–95, respectivamente. Já no dia 27 de maio, foi eleito de forma unânime o melhor jogador da Premier League 2022–23.
Em 5 de junho, Haaland conquistou a Chuteira de Ouro da temporada 2022–23, prêmio entregue ao maior artilheiro dos campeonatos nacionais na Europa. Com 36 gols ele superou Harry Kane, do Tottenham (30 gols), e Kylian Mbappé, do Paris Saint-Germain (29 gols). Haaland encerrou a temporada 2022–23 com chave de ouro, levantando o sonhado troféu da Liga dos Campeões que o Manchester City tanto desejava. Apesar do atacante não marcar na final realizada no Estádio Olímpico Atatürk, em Istambul, os Citizens venceram a Internazionale por 1 a 0, com gol de Rodri, e assim conquistaram o inédito título. Além de ter faturado a tríplice coroa (Premier League, Copa da Inglaterra e Champions), o norueguês coroou o bom desempenho individual ao ser escolhido um dos melhores atacantes da Liga dos Campeões, estando presente na seleção ideal da competição. Finalizou a temporada com 53 jogos, 52 gols marcados e nove assistências distribuídas em todas as competições.
No dia 31 de agosto de 2023, Haaland ganhou o prêmio de Jogador do Ano da UEFA da temporada 2022–23, superando nomes como Lionel Messi e Kevin De Bruyne.

#### 2023–24

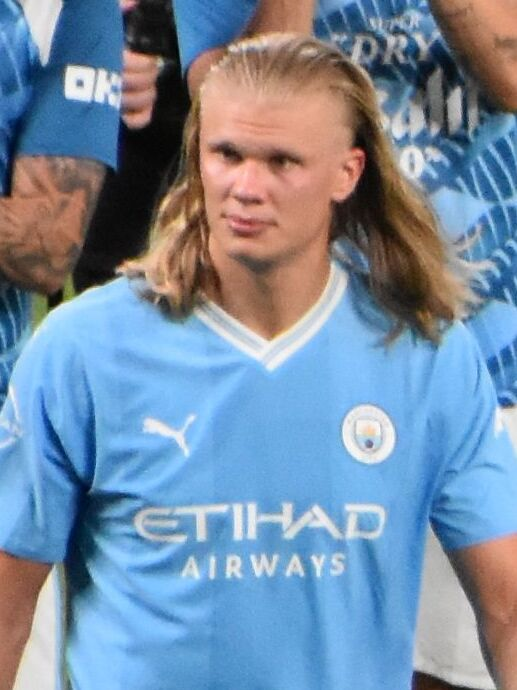
Haaland, atuando pelo Manchester City, em julho de 2023

Iniciou a temporada com boa atuação, marcando dois gols no primeiro tempo da vitória por 3 a 0 sobre o Burnley, no dia 11 de agosto, em jogo válido pela 1ª rodada da Premier League. Após passar em branco nos dois jogos seguintes, Haaland voltou a marcar no dia 27 de agosto, numa vitória por 2 a 1, fora de casa, contra o Sheffield. O Cometa brilhou no dia 2 de setembro, marcando seu primeiro hat-trick da temporada na goleada por 5 a 1 contra o Fulham, no Etihad Stadium. Com os gols marcados, chegou aos seis na Premier League e isolou-se na artilharia. Voltou a ter grande atuação no Campeonato Inglês no dia 12 de novembro, marcando dois gols em um eletrizante empate em 4 a 4 contra o Chelsea, fora de casa.
Haaland terminou o ano de 2023 como 4º maior artilheiro mundial, com 50 gols em 60 jogos. O norueguês ficou atrás de nomes como Harry Kane e Kylian Mbappé, ambos com 52 gols, além de Cristiano Ronaldo, que marcou 54 vezes.
Em 15 de janeiro de 2024, a FIFA anunciou a seleção do ano de 2023 no prêmio FIFA The Best, e Haaland foi escolhido um dos atacantes. Já no dia 19 de janeiro, foi eleito o melhor jogador do mundo em 2023 no Globe Soccer Awards. Após um jejum de dois meses e meio sem marcar, o norueguês voltou a balançar as redes no dia 10 de fevereiro, anotando um doblete e garantindo a vitória por 2–0 contra o Everton, pela 24ª rodada da Premier League. Haaland teve uma das suas melhores atuações com a camisa do City no dia 27 de fevereiro, ao marcar cinco gols na goleada por 6–2 sobre o Luton Town, pelas oitavas de final da Copa da Inglaterra. A partida também contou com show de Kevin De Bruyne, que deu quatro assistências.
O jogador voltou a brilhar e mostrou seu lado artilheiro no dia 4 de maio, fazendo um poker (marcando quatro gols) na goleada por 5–1 contra o Wolverhampton, no Etihad Stadium, em duelo pela 36ª rodada da Premier League. Haaland terminou a competição com 27 gols em 31 jogos disputados nesta edição da Premier League, levantando o troféu de campeão mais uma vez com o Manchester City. Além do título, o atacante foi artilheiro do torneio pela segunda temporada consecutiva.

#### 2024–25
Em 3 de agosto de 2024, durante um amistoso de pré-temporada contra o Chelsea nos Estados Unidos, Haaland foi titular, teve boa atuação e marcou um hat-trick na vitória do Manchester City por 4–2, em jogo realizado no Ohio Stadium, em Columbus.
Titular na primeira rodada da Premier League, no dia 18 de agosto, Haaland balançou as redes na vitória por 2–0 contra o Chelsea e chegou a 100 partidas pelos Citizens, com 91 gols marcados. Em 25 de agosto, Haaland marcou seu primeiro hat-trick da temporada com a ajuda de um pênalti na vitória por 4–1 contra o recém-promovido Ipswich Town. Na partida seguinte, na vitória por 3–1 fora de casa contra o West Ham, o norueguês novamente balançou as redes três vezes, chegando a oito hat-tricks na Premier League e empatando com Harry Kane como jogador ativo que mais vezes marcou três gols na competição. Com sete gols em apenas três jogos, Haaland quebrou o recorde de seis gols estabelecido por Edin Džeko, outro ex-centroavante do Manchester City, de maior número de bolas na rede após os três primeiros jogos da Premier League da temporada. Erling ainda tornou-se o primeiro jogador a fazer dois hat-tricks nas três primeiras rodadas da competição desde Paul Jewell pelo Bradford em 1994.
No dia 14 de setembro, ao marcar os dois gols que garantiram a vitória por 2–1 sobre o Brentford, Haaland chegou aos nove gols na Premier League e ultrapassou os oito gols de Wayne Rooney nas primeiras quatro partidas da temporada 2011–12. Em 22 de setembro, ao marcar o primeiro gol no empate por 2–2 contra o Arsenal, o atacante igualou o recorde de Cristiano Ronaldo de atingir 100 gols em todas as competições por um clube em 105 partidas nas cinco principais ligas europeias.
No dia 17 de janeiro de 2025, Haaland assinou a prorrogação de seu contrato com o clube até 2034, enquanto seu contrato anterior expiraria em 2027.

### Seleção nacional

#### Base
Nascido na cidade de Leeds, na Inglaterra, vinte dias após a contratação de seu pai pelo Manchester City, Haaland atuou pelas Seleções de base da Noruega entre 2015 e 2019. O atacante virou notícia mundial na Copa do Mundo FIFA Sub-20 de 2019, ao fazer incríveis nove gols na goleada por 12–0 sobre Honduras, garantindo a artilharia da competição.

#### Principal
Após o impressionante desempenho no Mundial Sub-20, e posteriormente a boa fase no Red Bull Salzburg, marcando seis gols nos quatro primeiros jogos do Campeonato Austríaco, Haaland recebeu sua primeira convocação para a Seleção Norueguesa principal no dia 28 de agosto de 2019, sendo chamado pelo técnico Lars Lagerbäck para as partidas contra Malta e Suécia, válidas pelas Eliminatórias da Euro 2020. O atacante estreou no dia 5 de setembro, contra Malta.
Em junho de 2023, Haaland fez dois gols e deu uma assistência no triunfo da Noruega por 3–1 contra o Chipre, em Oslo, pelas Eliminatórias da Euro 2024. Assim, terminou a temporada europeia com 56 gols em 57 partidas pelo Manchester City e pela Seleção Norueguesa.

## Estatísticas
Atualizadas até 10 de maio de 2025.

### Clubes
| Clube             | Temporada         | Campeonato nacional | Campeonato nacional | Campeonato nacional | Copa nacional[a] | Copa nacional[a] | Copa nacional[a] | Competições continentais[b] | Competições continentais[b] | Competições continentais[b] | Outros torneios[c] | Outros torneios[c] | Outros torneios[c] | Total | Total | Total   |
| Clube             | Temporada         | Jogos               | Gols                | Assist.             | Jogos            | Gols             | Assist.          | Jogos                       | Gols                        | Assist.                     | Jogos              | Gols               | Assist.            | Jogos | Gols  | Assist. |
| ----------------- | ----------------- | ------------------- | ------------------- | ------------------- | ---------------- | ---------------- | ---------------- | --------------------------- | --------------------------- | --------------------------- | ------------------ | ------------------ | ------------------ | ----- | ----- | ------- |
| Bryne 2           | 2015              | 3                   | 2                   | 0                   | —                | —                | —                | —                           | —                           | —                           | —                  | —                  | —                  | 3     | 2     | 0       |
| Bryne 2           | 2016              | 11                  | 16                  | 0                   | —                | —                | —                | —                           | —                           | —                           | —                  | —                  | —                  | 11    | 16    | 0       |
| Bryne 2           | Total             | 14                  | 18                  | 0                   | —                | —                | —                | —                           | —                           | —                           | —                  | —                  | —                  | 14    | 18    | 0       |
| Bryne             | 2016              | 16                  | 0                   | 0                   | —                | —                | —                | —                           | —                           | —                           | —                  | —                  | —                  | 16    | 0     | 0       |
| Bryne             | Total             | 16                  | 0                   | 0                   | —                | —                | —                | —                           | —                           | —                           | —                  | —                  | —                  | 16    | 0     | 0       |
| Molde 2           | 2016              | 4                   | 2                   | 0                   | —                | —                | —                | —                           | —                           | —                           | —                  | —                  | —                  | 4     | 2     | 0       |
| Molde 2           | Total             | 4                   | 2                   | 0                   | —                | —                | —                | —                           | —                           | —                           | —                  | —                  | —                  | 4     | 2     | 0       |
| Molde             | 2017              | 14                  | 2                   | 1                   | 6                | 2                | 0                | —                           | —                           | —                           | —                  | —                  | —                  | 20    | 4     | 1       |
| Molde             | 2018              | 25                  | 12                  | 4                   | —                | —                | —                | 5                           | 4                           | 1                           | —                  | —                  | —                  | 30    | 16    | 5       |
| Molde             | Total             | 50                  | 20                  | 5                   | 6                | 2                | 0                | 5                           | 4                           | 1                           | —                  | —                  | —                  | 50    | 20    | 6       |
| Red Bull Salzburg | 2018–19           | 2                   | 1                   | 0                   | 2                | 0                | 0                | 1                           | 0                           | 0                           | —                  | —                  | —                  | 5     | 1     | 0       |
| Red Bull Salzburg | 2019–20           | 14                  | 16                  | 3                   | 2                | 4                | 0                | 6                           | 8                           | 1                           | —                  | —                  | —                  | 22    | 28    | 4       |
| Red Bull Salzburg | Total             | 27                  | 29                  | 3                   | 4                | 4                | 0                | 7                           | 8                           | 1                           | —                  | —                  | —                  | 27    | 29    | 4       |
| Borussia Dortmund | 2019–20           | 15                  | 13                  | 3                   | 1                | 1                | 0                | 2                           | 2                           | 0                           | —                  | —                  | —                  | 18    | 16    | 3       |
| Borussia Dortmund | 2020–21           | 28                  | 27                  | 8                   | 4                | 3                | 1                | 8                           | 10                          | 2                           | 1                  | 1                  | 0                  | 41    | 41    | 11      |
| Borussia Dortmund | 2021–22           | 24                  | 22                  | 8                   | 2                | 4                | 0                | 3                           | 3                           | 0                           | 1                  | 0                  | 0                  | 30    | 29    | 8       |
| Borussia Dortmund | Total             | 89                  | 86                  | 19                  | 7                | 8                | 1                | 13                          | 15                          | 2                           | 2                  | 1                  | 0                  | 89    | 86    | 22      |
| Manchester City   | 2022–23           | 35                  | 36                  | 8                   | 6                | 4                | 0                | 11                          | 12                          | 1                           | 1                  | 0                  | 0                  | 53    | 52    | 9       |
| Manchester City   | 2023–24           | 31                  | 27                  | 4                   | 3                | 5                | 0                | 9                           | 6                           | 1                           | 2                  | 0                  | 0                  | 45    | 38    | 5       |
| Manchester City   | 2024–25           | 29                  | 21                  | 3                   | 2                | 1                | 0                | 9                           | 8                           | 0                           | 1                  | 0                  | 0                  | 41    | 30    | 3       |
| Manchester City   | Total             | 142                 | 121                 | 15                  | 11               | 10               | 0                | 29                          | 25                          | 2                           | 4                  | 0                  | 0                  | 139   | 120   | 17      |
| Total na carreira | Total na carreira | 325                 | 256                 | 42                  | 28               | 24               | 1                | 54                          | 53                          | 6                           | 6                  | 1                  | 0                  | 339   | 275   | 49      |

- a. ^ Jogos da Copa da Noruega, Copa da Áustria, Copa da Alemanha, Copa da Inglaterra e Copa da Liga Inglesa
- b. ^ Jogos da Liga Europa e Liga dos Campeões
- c. ^ Jogos da Super Copa da Alemanha, Super Copa da Inglaterra e Super Copa da UEFA

### Seleção Norueguesa
| Ano   | Jogos | Gols |
| ----- | ----- | ---- |
| 2019  | 2     | 0    |
| 2020  | 5     | 6    |
| 2021  | 8     | 6    |
| 2022  | 8     | 9    |
| 2023  | 6     | 6    |
| 2024  | 4     | 4    |
| Total | 33    | 31   |

Expanda a caixa de informações para conferir todos os jogos deste jogador, pela sua seleção nacional.
Sub-20
|    | Data                | Local                        | Resultado | Adversário    | Gol(s) | Competição                |
| -- | ------------------- | ---------------------------- | --------- | ------------- | ------ | ------------------------- |
| 1. | 23 de março de 2019 | Thermen Arena, Frauenkirchen | 1–0       | Áustria       | 1      | Amistoso                  |
| 2. | 26 de março de 2019 | MOL Aréna, Dunajská Streda   | 2–0       | Eslováquia    | 1      | Amistoso                  |
| 3. | 24 de maio de 2019  | Estádio Lodz, Łódź           | 1–3       | Uruguai       | 0      | Copa do Mundo Sub-20 2019 |
| 4. | 27 de maio de 2019  | Estádio Lodz, Łódź           | 0–2       | Nova Zelândia | 0      | Copa do Mundo Sub-20 2019 |
| 5. | 30 de maio de 2019  | Estádio Lublin, Lublin       | 12–0      | Honduras      | 9      | Copa do Mundo Sub-20 2019 |

Sub-21
|    | Data                   | Local                       | Resultado | Adversário | Gol(s) | Competição             |
| -- | ---------------------- | --------------------------- | --------- | ---------- | ------ | ---------------------- |
| 1. | 11 de setembro de 2018 | Dalga Arena, Baku           | 3–1       | Azerbaijão | 0      | Elim. Euro Sub-21 2019 |
| 2. | 12 de outubro de 2018  | Audi-Sportpark, Ingolstadt  | 1–2       | Alemanha   | 0      | Elim. Euro Sub-21 2019 |
| 3. | 16 de outubro de 2018  | Marienlyst Stadion, Drammen | 1–1       | Azerbaijão | 0      | Elim. Euro Sub-21 2019 |

Principal
|     | Data                   | Local                         | Resultado | Adversário       | Gol(s) | Competição                |
| --- | ---------------------- | ----------------------------- | --------- | ---------------- | ------ | ------------------------- |
| 1.  | 5 de setembro de 2019  | Ullevaal Stadion, Oslo        | 2–0       | Malta            | 0      | Elim. Euro 2020           |
| 2.  | 8 de setembro de 2019  | Friends Arena, Solna          | 1–1       | Suécia           | 0      | Elim. Euro 2020           |
| 3.  | 8 de outubro de 2020   | Ullevaal Stadion, Oslo        | 1–2       | Sérvia           | 0      | Elim. Euro 2020           |
| 4.  | 4 de setembro de 2020  | Ullevaal Stadion, Oslo        | 1–2       | Áustria          | 1      | Liga das Nações B 2020–21 |
| 5.  | 7 de setembro de 2020  | Windsor Park, Belfast         | 5–1       | Irlanda do Norte | 2      | Liga das Nações B 2020–21 |
| 6.  | 11 de outubro de 2020  | Ullevaal Stadion, Oslo        | 4–0       | Romênia          | 3      | Liga das Nações B 2020–21 |
| 7.  | 14 de outubro de 2020  | Ullevaal Stadion, Oslo        | 1–0       | Irlanda do Norte | 0      | Liga das Nações B 2020–21 |
| 8.  | 24 de março de 2021    | Victoria Stadium, Gibraltar   | 3–0       | Gibraltar        | 0      | Elim. Copa do Mundo 2022  |
| 9.  | 27 de março de 2021    | La Rosaleda, Málaga           | 0–3       | Turquia          | 0      | Elim. Copa do Mundo 2022  |
| 10. | 30 de março de 2021    | Pod Goricom, Podgoritza       | 1–0       | Montenegro       | 0      | Elim. Copa do Mundo 2022  |
| 11. | 2 de junho de 2021     | La Rosaleda, Málaga           | 1–0       | Luxemburgo       | 1      | Amistoso                  |
| 12. | 6 de junho de 2021     | La Rosaleda, Málaga           | 1–2       | Grécia           | 0      | Amistoso                  |
| 13. | 1 de setembro de 2021  | Ullevaal Stadion, Oslo        | 1–1       | Países Baixos    | 1      | Elim. Copa do Mundo 2022  |
| 14. | 4 de setembro de 2021  | Daugava, Riga                 | 2–0       | Letónia          | 1      | Elim. Copa do Mundo 2022  |
| 15. | 7 de setembro de 2021  | Ullevaal Stadion, Oslo        | 5–1       | Gibraltar        | 3      | Elim. Copa do Mundo 2022  |
| 16. | 25 de março de 2022    | Ullevaal Stadion, Oslo        | 2–0       | Eslováquia       | 1      | Amistoso                  |
| 17. | 29 de março de 2022    | Ullevaal Stadion, Oslo        | 9–0       | Armênia          | 2      | Amistoso                  |
| 18. | 2 de junho de 2022     | Stadion Rajko Mitic, Belgrado | 1–0       | Sérvia           | 1      | Liga das Nações B 2022–23 |
| 19. | 5 de junho de 2022     | Friends Arena, Solna          | 2–1       | Suécia           | 2      | Liga das Nações B 2022–23 |
| 20. | 9 de junho de 2022     | Ullevaal Stadion, Oslo        | 0–0       | Eslovênia        | 0      | Liga das Nações B 2022–23 |
| 21. | 12 de junho de 2022    | Ullevaal Stadion, Oslo        | 3–2       | Suécia           | 2      | Liga das Nações B 2022–23 |
| 22. | 24 de setembro de 2022 | Stadion Stožice, Liubliana    | 1–2       | Eslovênia        | 1      | Liga das Nações B 2022–23 |
| 23. | 27 de setembro de 2022 | Ullevaal Stadion, Oslo        | 0–2       | Sérvia           | 0      | Liga das Nações B 2022–23 |
| 24. | 17 de junho de 2023    | Ullevaal Stadion, Oslo        | 1–2       | Escócia          | 1      | Elim. Euro 2024           |
| 25. | 20 de junho de 2023    | Ullevaal Stadion, Oslo        | 3–1       | Chipre           | 2      | Elim. Euro 2024           |
| 26. | 12 de setembro de 2023 | Ullevaal Stadion, Oslo        | 2–1       | Geórgia          | 1      | Elim. Euro 2024           |
| 27. | 12 de outubro de 2023  | AEK Arena, Lárnaca            | 4–0       | Chipre           | 2      | Elim. Euro 2024           |
| 28. | 15 de outubro de 2023  | Ullevaal Stadion, Oslo        | 0–1       | Espanha          | 0      | Elim. Euro 2024           |
| 29. | 16 de novembro de 2023 | Ullevaal Stadion, Oslo        | 2–0       | Ilhas Faroé      | 0      | Amistoso                  |
| 30. | 22 de março de 2024    | Ullevaal Stadion, Oslo        | 1–2       | Tchéquia         | 0      | Amistoso                  |
| 31. | 26 de março de 2024    | Ullevaal Stadion, Oslo        | 1–1       | Eslováquia       | 0      | Amistoso                  |
| 32. | 5 de junho de 2024     | Ullevaal Stadion, Oslo        | 3–0       | Kosovo           | 3      | Amistoso                  |
| 33. | 8 de junho de 2024     | Brøndby Stadion, Brøndby      | 1–3       | Dinamarca        | 1      | Amistoso                  |

## Títulos
Red Bull Salzburg
- Campeonato Austríaco: 2018–19 e 2019–20
- Copa da Áustria: 2018–19 e 2019–20

Borussia Dortmund
- Copa da Alemanha: 2020–21

Manchester City
- Premier League: 2022–23 e 2023–24
- Copa da Inglaterra: 2022–23
- Liga dos Campeões da UEFA: 2022–23
- Supercopa da UEFA: 2023
- Supercopa da Inglaterra: 2024

### Prêmios individuais
- Revelação do Ano da Eliteserien: 2018[117]
- Futebolista Austríaco do Ano: 2019[118]
- Chuteira de Ouro da Copa do Mundo FIFA Sub-20: 2019[119]
- Equipe Revelação da Liga dos Campeões da UEFA: 2019[120]
- GOAL NXGN 2019: 33º lugar[121]
- Jogador do Mês da Bundesliga: janeiro de 2020,[122] novembro de 2020,[123] abril de 2021[124] e agosto de 2021[125]
- Revelação do Mês da Bundesliga: janeiro de 2020 e fevereiro de 2020[126]
- Gol do Mês da Bundesliga: setembro de 2021 e novembro de 2021[127]
- Gullballen (Bola de Ouro da Noruega): 2020[128]
- Prêmio de Honra de Kniksen: 2020
- Desportista Norueguês do Ano: 2020
- Jogador do Ano da Bundesliga: 2020–21[129]
- Equipe do Ano da Bundesliga: 2020–21[130] e 2021–22[131]
- Equipe do Ano da Bundesliga pela Kicker: 2020–21[132] e 2021–22[133]
- Equipe do Ano ESM: 2019–20[134]
- Golden Boy: 2020[135]
- Equipe ideal da Liga dos Campeões da UEFA: 2020–21[136] e 2022–23[137]
- Melhor Atacante da UEFA: 2020–21
- Jogador do Mês da Premier League: agosto de 2022, setembro de 2022,[138][139] dezembro de 2022 e abril de 2023
- FIFPro World XI: 2021,[140] 2022, 2023 e 2024[141]
- Equipe Mundial do Ano da IFFHS: 2022 [142]
- Futebolista Inglês do Ano pela FWA: 2022–23[143]
- Melhor Jogador do Mundo pelo Marca: 2022[144]
- Melhor Jogador da Premier League: 2022–23
- Melhor Jogador do Manchester City: 2022–23[145]
- Chuteira de Ouro da UEFA: 2022–23
- Gol da Temporada da Liga dos Campeões da UEFA: 2022–23[146]
- Time da Temporada do jornal Marca: 2022–23[147]
- Jogador do Ano da UEFA: 2023[148]
- Troféu Gerd Müller: 2023[149]
- Melhor jogador do mundo no Globe Soccer Awards: 2023
- Seleção do Ano da FIFA: 2024[150]

### Artilharias
- Copa do Mundo FIFA Sub-20 de 2019 (9 gols)[151]
- Supercopa da Alemanha de 2020 (1 gol)
- Liga das Nações da UEFA de 2020–21 (6 gols)
- Liga dos Campeões da UEFA de 2020–21 (10 gols)
- Premier League de 2022–23 (36 gols)
- Liga dos Campeões da UEFA de 2022–23 (12 gols)
- Liga das Nações da UEFA de 2022–23 (6 gols)
- Premier League de 2023–24 (27 gols)

### Recordes
- Mais rápido a chegar aos 20 gols na Liga dos Campeões da UEFA, com 14 jogos (superando Harry Kane, que chegou à marca com 24 jogos)[152]
- Mais jovem (20 anos de idade) a chegar aos 20 gols na Liga dos Campeões da UEFA (superando Kylian Mbappé, que atingiu a marca com 21 anos)[152]
- Mais jovem (22 anos e 47 dias) a chegar aos 25 gols na Liga dos Campeões da UEFA (superando Kylian Mbappé, que atingiu o feito aos 22 anos e 80 dias)[79]
- Mais jovem (22 anos e 236 dias) a chegar aos 30 gols na Liga dos Campeões da UEFA[153]
- Primeiro a marcar nove gols após os cinco jogos iniciais na Premier League[78]
- Maior artilheiro de uma edição da Premier League: 36 gols na temporada 2022–23
- Maior artilheiro da história da Seleção Norueguesa: 38 gols[154]